# The Cave
The Cave ("La cueva") es una ópera multimedia en tres actos con música de Steve Reich y libreto en inglés de su esposa la videoartista Beryl Korot, compuesta entre 1990 y 1993. Se estrenó el 16 de mayo de 1993 por el Steve Reich Ensemble y el Theatre of Voices dirigida por Paul Hillier en Viena. 
El título "The Cave" se refiere a la cueva de los patriarcas en Hebrón.

## Argumento
Steve Reich y Beryl Korot hicieron preguntas como "¿Quién es Sara?" y "¿Quién es Ismael?" y grabaron respuestas ofrecidas por entrevistados israelíes, palestinos y estadounidenses. De esta manera fueron capaces de construir una impresión de las diversas maneras en que estos tres grupos de gente veían la historia de Abraham/Ibrahim y su familia cercana. Breves extractos hablados de las entrevistas se usaron tal como estaban, y también en frases musicales repetidas basadas en la prosodia de las palabras habladas. Estos pasajes se intercalaban con otras grabaciones que principalmente incluyeron lecturas de la historia de Abraham tal como se relata en los diversos textos religiosos.